# Wydział Prawa i Nauk Społecznych Uniwersytetu Jana Kochanowskiego w Kielcach
Wydział Prawa i Nauk Społecznych Uniwersytetu Jana Kochanowskiego w Kielcach (dawniej Wydział Prawa, Administracji i Zarządzania Uniwersytetu Jana Kochanowskiego w Kielcach) – jeden z 6 wydziałów Uniwersytetu Jana Kochanowskiego w Kielcach.
Powstał 29 września 1992 pod nazwą Wydział Zarządzania i Administracji na bazie Instytutu Nauk Społecznych, który pozostawał wcześniej w strukturze Wydziału Humanistycznego. W 2008 Rada Wydziału uzyskał prawo do nadawania stopnia naukowego doktora nauk społecznych w zakresie nauk o polityce. W 2015 uruchomiono studia na kierunku prawo i zmieniono nazwę jednostki na Wydział Prawa, Administracji i Zarządzania.
Wydział Prawa i Nauk Społecznych tworzą cztery instytuty: Instytut Nauk Prawnych, Instytut Stosunków Międzynarodowych i Polityk Publicznych, Instytut Nauk o Bezpieczeństwie i Instytut Zarządzania a także Katedrę Ekonomii i Finansów.
Na Wydziale Prawa  Nauk Społecznych istnieje pięć studenckich kół naukowych. Na wydziale powstają cztery czasopisma naukowe: „Rocznik Politologiczny”, „Studia Humanistyczno-Społeczne”, Studia i Materiały „Miscellana Oeconomicae” oraz „The Peculiarity of Man”.

## Historia
Wydział Zarządzania i Administracji w ówczesnej Wyższej Szkole Pedagogicznej w Kielcach został utworzony 29 września 1992. Powstał na bazie Instytutu Nauk Społecznych, powstałego w 1988 i pozostającego dotychczas w strukturze Wydziału Humanistycznego. Jego pierwszym dziekanem został dr hab. Ryszard Czarny, zaś siedziba mieściła się przy ul. Mielczarskiego. Początkowo WZiA prowadził studia zawodowe na kierunkach: nauki społeczne (przekształcone następnie w nauki polityczne) oraz zarządzanie i marketing (od 2006 pod nazwą zarządzanie). W ramach wydziału działalność naukową i dydaktyczną prowadziło dziewięć katedr i cztery zakłady. W 1997 powołano trzy instytuty: Instytut Ekonomii, Instytut Nauk Politycznych oraz Instytut Zarządzania i Administracji (w grudniu zmienił nazwę na Instytut Zarządzania). W tym samym roku utworzono na wydziale trzeci kierunek kształcenia – ekonomię.
W latach 90. władze Wyższej Szkoły Pedagogicznej, ze względu na inicjatywę i postulaty władz samorządów lokalnych i samorządu regionalnego, utworzyły dwa zamiejscowe ośrodki kształcenia Wydziału Zarządzania i Administracji – w Pińczowie (1999–2004) i Staszowie (1997–2004). Razem wykształciły one ponad 1,8 tys. osób. W 2004 tygodnik „Newsweek Polska”, na podstawie raportu Najwyższej Izby Kontroli, ujawnił, że ośrodki te służyły jako „maszynki do wyciskania pieniędzy”. Dr Robert Kowal miał przepracować w jednym roku akademickim 1957 godzin, tj. 11 godzin dziennie. Na ten proceder zwrócił również uwagę w 2001 dr Waldemar Korczyński, który uznał, że wykładowcy prowadzili w jednej sali zajęcia dla czterech grup i pobierali wynagrodzenie za cztery godziny. Dwa lata później został zwolniony z uczelni za nieuzyskanie habilitacji.
W 2003 Wydział Zarządzania i Administracji przeniósł się do budynków zlokalizowanych przy ul. Świętokrzyskiej. W 2008 Rada Wydziału uzyskał prawo do nadawania stopnia naukowego doktora nauk społecznych w zakresie nauk o polityce. 1 marca 2010 na WZiA utworzono Katedrę Krajów Europy Północnej, która stała się pierwszym w Polsce ośrodkiem badawczym nauk społecznych poświęconym państwom nordyckim. W grudniu 2010 na wydziale gościła wiceminister spraw zagranicznych Niemiec Cornelia Pieper, która w języku polskim wygłosiła wykład na temat stosunków polsko-niemieckich.
W listopadzie 2010 władze uniwersytetu podpisały z marszałkiem województwa świętokrzyskiego umowę o realizację wartego 22,3 mln zł Centrum Przedsiębiorczości i Biznesu przy ul. Świętokrzyskiej. Jego otwarcie nastąpiło w październiku 2013. W budynku znalazło się pięć sal wykładowych, w tym jedna na 252 osoby, a pozostałe cztery na 119. Ponadto utworzono salę konferencyjną mogącą pomieścić 30 gości i dwie sale komputerowe. Na najwyższej kondygnacji umieszczono Akademickie Biuro Karier i Akademicki Preinkubator Przedsiębiorczości. W 2015 uruchomiono na wydziale studia na kierunku prawo i zmieniono nazwę jednostki na Wydział Prawa, Administracji i Zarządzania. W 2016 w Instytucie Zarządzania powstała Kielecka Szkoła Instytucjonalna w Zarządzaniu.

## Kierunki studiów
Kierunki studiów dostępne na Wydziale Prawa, Administracji i Zarządzania w roku akademickim 2016/2017:
- administracja (studia licencjackie i magisterskie)
- bezpieczeństwo narodowe (studia licencjackie)
- ekonomia (studia licencjackie i magisterskie)
- finanse i rachunkowość (studia licencjackie)
- logistyka (studia licencjackie)
- politologia (studia licencjackie i magisterskie)
- prawo (studia jednolite magisterskie)
- stosunki międzynarodowe (studia licencjackie)
- zarządzanie (studia licencjackie i magisterskie)

W roku akademickim 2016/2017 najchętniej wybieranym w procesie rekrutacji kierunkiem z ofert wydziału była rachunkowość i finanse, gdzie o jedno miejsce ubiegały się 3,8 osoby.

## Władze

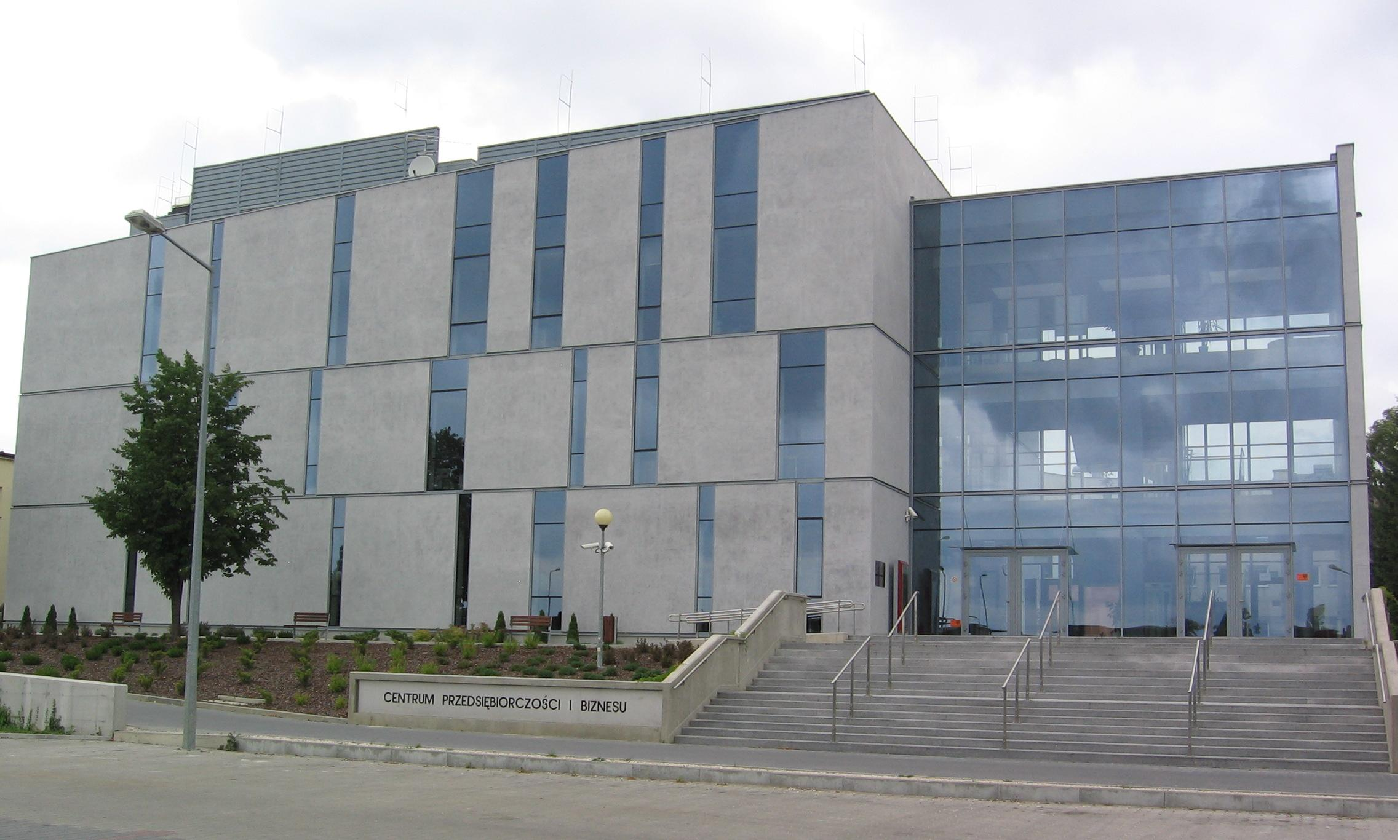
Centrum Przedsiębiorczości i Biznesu

### Władze wydziału
W kadencji 2024–2028:
| Stanowisko                 | Imię i nazwisko           |
| -------------------------- | ------------------------- |
| Dziekan                    | dr hab. Marek Leszczyński |
| Prodziekan ds. Studenckich | dr hab. Agnieszka Żywicka |

### Poczet dziekanów
1. dr hab. Ryszard Czarny (1992–1996)
2. dr hab. Henryk Pałaszewski (1996–1999)
3. dr Zdobysław Kuleszyński (1999–2002)
4. dr hab. Antoni Malinowski (2002–2004)
5. dr hab. Zbigniew Gazda (2005–2012)
6. dr hab. Wojciech Saletra (2012–2017)
7. prof. dr hab. Jerzy Jaskiernia (2018–2024)
8. dr hab. Marek Leszczyński (od 2024)

## Struktura organizacyjna

### Instytut Nauk Prawnych
Dyrektor: dr hab. Andrzej Adamczyk, prof. UJK
- Zakład Prawa Konstytucyjnego, Europejskiego i Międzynarodowego Publicznego
- Zakład Prawa Administracyjnego i Nauk o Administracji
- Zakład Prawa Gospodarczego i Finansowego
- Zakład Prawa Cywilnego, Prawa Postępowania Cywilnego i Prawa Pracy
- Zakład Prawa Karnego Materialnego i Procesowego
- Zakład Historii, Filozofii i Teorii Prawa

### Instytut Stosunków Międzynarodowych i Polityk Publicznych
Dyrektor: dr hab. Artur Życki, prof. UJK
- Zakład Nauki o Polityce i Komunikacji Społecznej
- Zakład Stosunków Międzynarodowych
- Zakład Zarządzania i Polityk Publicznych

### Instytut Nauk o Bezpieczeństwie
Dyrektor: dr hab. Adrian Mitręga
- Zakład Bezpieczeństwa Narodowego
- Zakład Studiów Strategicznych
- Zakład Bezpieczeństwa Międzynarodowego
- Zakład Bezpieczeństwa Społecznego i Ekonomicznego

### Instytut Zarządzania
Dyrektor: dr hab. Anna Wolak-Tuzimek, prof. UJK

### Katedra Ekonomii i Finansów
Kierownik: dr hab. Sławomir Pastuszka, prof. UJK
- Zakład Makroekonomii
- Zakład Mikroekonomii
- Zakład Finansów i Rachunkowości
- Zakład Metod Ilościowych